# Die goeie ouwe tijd: Alles van Gerard Cox
Die goeie ouwe tijd: Alles van Gerard Cox  is een verzamelalbum met muziek van Gerard Cox. Cox had een jarenlang contract bij CNR Records, maar geen hit. Hij had daarna een bijna net zo lang contract bij Columbia Records, met relatief veel hits. Dit was, na De beste van Gerard Cox de tweede verzamelplaat bij CBS. Het is genoemd naar zijn toenmalige single Die goeie ouwe tijd, die nou net geen hit werd.

## Musici
- Gerard Cox – zang
- Letty de Jong, Mary Duys (vrouw van Willem Duys), Wanda Stellaard – achtergrondzang
- Peter Nieuwerf – sologitaar
- Rogier van Otterloo – dirigent, arrangeur van waarschijnlijk het Metropole Orkest

## Muziek
| Nr. | Titel                                                                               | Duur |
| --- | ----------------------------------------------------------------------------------- | ---- |
| 1.  | Die goeie ouwe tijd (Blecher, Joe Dassin, Pierre Delanoë, Cox)                      | 3:30 |
| 2.  | 1948 (Toen was geluk heel gewoon) (Gilbert O'Sullivan, Kees van Kooten, Wim de Bie) | 4:50 |
| 3.  | Airport song (Chris Simpson, Cox)                                                   | 3:15 |
| 4.  | Voor mijn dochtertje (Charles Aznavour, Cox)                                        | 3:40 |
| 5.  | Als je in mijn hart kon kijken (Gordon Lightfoot, Cox)                              | 3:30 |
| 6.  | Romeo en Julio (Jules de Corte)                                                     | 3:30 |
| 7.  | Onze Linda (Gilbert O’Sullivan, Cox)                                                | 3:47 |

| Nr. | Titel                                                      | Duur |
| --- | ---------------------------------------------------------- | ---- |
| 1.  | 't Is weer voorbij die mooie zomer (Steve Goodman, Cox)    | 4:30 |
| 2.  | Tot ik bij je ben (Carole King)                            | 4:40 |
| 3.  | Droeve Lisa (Cat Stevens, Cox)                             | 3:43 |
| 4.  | Morgen wordt het beter (Roger Whittaker, Cox)              | 2:34 |
| 5.  | Echt waar (Gilbert O’Sullivan, Cox)                        | 2:56 |
| 6.  | Zullen we ritselen? (Rogier van Otterloo, Cox)             | 2:30 |
| 7.  | Wat jammer toch dat alles altijd overgaat (Jules de Corte) | 2;25 |
| 8.  | Als ik 65 ben (Elton John, Cox)                            | 2:25 |